# Marianna Ucrìa
Marianna Ucrìa è un film del 1997, diretto da Roberto Faenza, tratto dal romanzo La lunga vita di Marianna Ucrìa (1990) di Dacia Maraini.

## Trama
Nel 1743, a Palermo, il duca Signoretto porta invano la figlia  ancora bambina, Marianna Ucria, che essendo muta comunica tramite una lavagnetta, ad assistere a un'impiccagione, sperando che l'esecuzione possa restituirle la parola. In seguito la madre della ragazza, Maria, costringe la figlia a sposare l'anziano zio Pietro, fratello di Maria e cugino del defunto marito, con il quale nei successivi quattro anni Marianna mette al mondo tre figlie femmine e infine l'agognato figlio maschio.
In seguito il precettore dei figli, Grass, le insegna la lingua dei segni, la introduce a un nuovo ideale filosofico, l'illuminismo, ma soprattutto le instilla l'autostima e la voglia di indipendenza dal marito. Il rapporto fra Marianna e Grass, però, è ostacolato dal fratello minore della ragazza, un sacerdote, che convince il cognato ad allontanare il precettore dal palazzo.
Marianna, però, ormai è risoluta. Essendo stata iniziata alla modernità da Grass, la donna si rifiuta di concedersi ancora al marito. L'uomo addolorato uccide con le proprie mani la capretta Sisina che tanto amava e muore subito dopo. Rimasta vedova, Marianna si riappropria della sua esistenza, con un atteggiamento nuovo che comprende anche una relazione con Saro, fratello della serva Fila, ma soprattutto nella ricerca delle ragioni del suo mutismo, che risiedono in un segreto che la famiglia le ha sempre taciuto: la violenza sessuale subita proprio ad opera di Pietro quand'era una bambina.

## Produzione
Dopo aver dichiarato il proprio apprezzamento per il film, la scrittrice Dacia Maraini ha raccontato in un'intervista che il ruolo del Duca Signoretto doveva essere assegnato a Marcello Mastroianni che però, essendo già in cattive condizioni di salute prima dell'inizio delle riprese, non ottenne l’assicurazione necessaria per prendere parte alla pellicola.

## Critica
Il film è stato accolto con favore dalla critica per la cura dei costumi, degli esterni e degli interni, ma anche per la fotografia e la recitazione. Tuttavia, la critica ha sottolineato il libero adattamento del film rispetto al romanzo.

## Premi e riconoscimenti
- 1997 - David di Donatello
  - Miglior fotografia a Tonino Delli Colli
  - Miglior scenografia a Danilo Donati
  - Migliori costumi a Danilo Donati
  - Nomination Miglior film
  - Nomination Miglior regista a Roberto Faenza
  - Nomination Migliore attrice non protagonista a Eva Grieco
  - Nomination Miglior montaggio a Roberto Perpignani
- 1998 - Nastro d'argento
  - Migliore fotografia a Tonino Delli Colli
  - Migliore scenografia a Danilo Donati
  - Miglior costumi a Danilo Donati
  - Nomination Migliore attrice non protagonista a Eva Grieco
  - Nomination Migliore attore non protagonista a Roberto Herlitzka
- 1998 - Globo d'oro
  - Miglior sceneggiatura a Roberto Faenza
  - Nomination Miglior film a Roberto Faenza, Francesco Marcucci e Sandro Petraglia
  - Nomination Miglior fotografia a Tonino Delli Colli
- 1997 - Grolla d'oro
  - Miglior fotografia a Tonino Delli Colli
  - Miglior colonna sonora a Franco Piersanti
- 1997 - Festival cinematografico internazionale di Mosca
  - Nomination Gran Premio a Roberto Faenza